# Коријемано (Изернија)
Коријемано је насеље у Италији у округу Изернија, региону Молизе.
Према процени из 2011. у насељу је живело 22 становника. Насеље се налази на надморској висини од 400 м.